# Trichaphodioides securifer
Trichaphodioides securifer är en skalbaggsart som beskrevs av Rudolph Petrovitz 1958. Trichaphodioides securifer ingår i släktet Trichaphodioides och familjen Aphodiidae. Inga underarter finns listade i Catalogue of Life.